# 小原好美
小原好美（日语：／ Kohara Konomi，1992年6月28日—），日本女性配音員、演員，大澤事務所所屬。出身於神奈川縣，身高159cm。

## 經歷
國中時開始喜歡動畫，並想要成為聲優。高中畢業後進入Human Academy綜合學園。2012年開始當了兩年的演員，之後加入大澤事務所。
2017年7月起3個月間在長壽電台節目《Radio Dottoai》就任第71代主持人。
2017年4月至6月播出的《月色真美》中初次擔任主演。同年7月播出《咕嚕咕嚕魔法陣 (2017年版)》中擔演女主角而掀起話題，並與共同主演的石上靜香主持同名動畫的廣播節目。同年11月10日Instagram開設。
2019年於《Star☆Twinkle 光之美少女》中第一次出演光之美少女系列。同年4月，由文化放送「超！A&G+」製作的廣播節目《小原好美》開播，5月開設節目官方Twitter。2020年3月，該廣播節目獲得第6屆Aniradi Award「BEST COMFORT RADIO 療癒電台獎」。
2022年10月21日開設個人YouTube頻道。

## 演出作品
※粗體字表示說明飾演的主要角色。

### 電視動畫
2016年
- 爆音少女!!（社員A）
- 半田君傳說（和田春、女學生A）

2017年
- 機動戰士鋼彈 鐵血的孤兒 第2期（學生）
- Otoppe（沃塔）
- 月色真美（水野茜）
- 劍姬神聖譚 在地下城尋求邂逅是否搞錯了什麼 外傳（安娜琪蒂·奧圖姆）
- 咕嚕咕嚕魔法陣 (2017年版)（柯柯麗、米烏扎）
- 歡迎來到實力至上主義的教室（橘茜）
- Gamers 電玩咖！（學生會成員D）
- LoveLive！Sunshine!! 第2期（園童）
- 少女終末旅行（嬰兒）

2018年
- 學園奶爸（熊塚奇凜）
- 擅長捉弄人的高木同學（美奈）
- Slow Start（岩崎敬）
- 最終休止符 -無止境的螺旋物語-（黑熊）
- 齊木楠雄的災難 第2期（女學生）
- 羽球戰爭！（藤澤英玲奈）
- 遊戲3人娘（野村香純）
- 星光頻道（山根利子）
- 高分少女（GAME BOY君）
- 搖曳莊的幽奈小姐（愛海）
- 終將成為妳（曆）
- 梅露可物語 -無氣力少年與瓶中少女-（女孩）
- 麵包超人（熊太）

2019年
- 輝夜姬想讓人告白～天才們的戀愛頭腦戰～（藤原千花）
- 刀劍神域 Alicization（費賽爾）
- Star☆Twinkle 光之美少女（羽衣拉拉／銀河天使）
- 家有女友（葦原美雨）
- 一個人的○○小日子（八原香依）
- 鬼滅之刃（竈門花子）
- 擅長捉弄人的高木同學2（美奈）
- 街角魔族（吉田優子）
- 只要長得可愛，即使是變態你也喜歡嗎？（惡魔慧輝）
- BEM（哈拉吉）
- Radiant 虛空魔境（弗魯貢德男爵夫人、魔法騎士B）
- 碧藍航線（謝菲爾德）
- 刀劍神域 Alicization War of Underworld（費賽爾）
- 喜歡本大爺的竟然就妳一個？（草見月〈月見〉）
- 超人高中生們即便在異世界也能從容生存！（輝夜）

2020年
- 戀愛小行星（櫻井千景、同級生、女子）
- 成群結伴！西頓學園（獸生三趾、馬♀、志保的母親）
- 達爾文遊戲（鈴音）
- Radiant 虛空魔境（住民E）
- 科學超電磁砲T（桃莉）
- 輝夜姬想讓人告白？～天才們的戀愛頭腦戰～（藤原千花）
- 夢夢貓（後藤奈奈、調査艇）
- 神奇柑仔店（工藤美紀）
- 總之就是很可愛（鍵之寺千歲）
- 這是妳與我的最後戰場，或是開創世界的聖戰（琪辛·佐亞·涅比利斯九世）
- 在地下城尋求邂逅是否搞錯了什麼III（安娜琪蒂·奧圖姆）
- 魔女之旅（艾姆妮西亞）

2021年
- 無職轉生～到了異世界就拿出真本事～（洛琪希·米格路迪亞）
- 搖曳露營△ SEASON2（卡力布店員 揖斐川）
- 演劇偶像（劇團員）
- 勇者鬥惡龍 達伊的大冒險 (2020年版)（梅露露）
- 雪雪雪 雪糕君（蘇朵莓）
- Vivy -Fluorite Eye's Song-（霧島柚佳）
- 給不滅的你（烏帕）
- 特斯拉筆記（根來牡丹）
- 夢夢貓 Mix！（後藤奈奈）
- 鬼滅之刃 無限列車篇（竈門花子）
- 星光魔法（帕塔諾）

2022年
- 擅長捉弄人的高木同學3（美奈）
- 鬼滅之刃 遊郭篇（竈門花子）
- 超異域公主連結 Re:Dive Season 2（優妮）
- 明日同學的水手服（大熊實）
- 現實主義勇者的王國重建記（吉妮·麥斯威爾）
- 街角魔族 2丁目（吉田優子）
- 輝夜姬想讓人告白-超級浪漫-（藤原千花）
- 社畜想被幼女幽靈療癒。（貓咪）
- 杜鵑婚約（海野幸）
- 女忍者椿的心事（龍膽）
- RPG不動產（卡莎）
- 女性向遊戲世界對路人角色很不友好（巫女）
- 雪雪雪 雪糕君2（蘇朵莓）
- 歡迎來到實力至上主義的教室 2nd season（橘茜）
- 給不滅的你 Season2（烏帕）
- 孤獨搖滾！（文化祭實行委員、學生、樂器店店長）

2023年
- 蠟筆小新（白子鳩子）
- 再得一勝！（白石亞實）
- 最強陰陽師的異世界轉生記（主持人）
- 輝夜姬想讓人告白-永不結束的初吻-（藤原千花）
- 總之就是很可愛 第2期（鍵之寺千歲）
- 不知內情的轉學生不管三七二十一纏了上來。（西村茜）
- 藍色管弦樂（立石真理）
- 地獄樂（梅）
- 異世界一擊殺姊姊 ～姊姊同伴的異世界生活開始了～（久遠）
- Lv1魔王與獨居廢勇者（莎拉）
- 英雄教室（伊莉莎）
- 盾之勇者成名錄 Season 3（亞朵拉）
- 葬送的芙莉蓮（劍之村村長）
- 鴨乃橋論的禁忌推理（門季千胡梨）

2024年
- 歡迎來到實力至上主義的教室 3nd season（橘茜）
- 治癒魔法的錯誤使用法（艾薇爾）
- 佐佐木與文鳥小嗶（魔法黃）
- 蔚藍檔案 The Animation（彩奈、？？？）
- 恰如細語般的戀歌（筒井真理）
- 魔王學院的不適任者 II～史上最強的魔王始祖，轉生就讀子孫們的學校～（奴帖菈·都·希安娜）
- 我回來了、歡迎回家（藤吉陽）
- 終末的火車前往何方？（黑木）
- 這是妳與我的最後戰場，或是開創世界的聖戰 Season II（琪辛·佐亞·涅比利斯九世）
- Delico's Nursery（拉斐爾·德里克）
- 異世界失格（百合子）
- 靠廢柴技能【狀態異常】成為最強的我將蹂躪一切（埃麗卡·亞納奧羅巴爾）
- 嘆氣的亡靈想隱退（西朵莉·斯瑪特）
- 鴨乃橋論的禁忌推理 2nd Season（門季千胡梨）
- 2.5次元的誘惑（萊姆）

2025年
- 平凡上班族到異世界當上了四天王的故事（烏兒曼妲）
- 想星的亞庫艾里翁 Myth of Emotions（一木沙依）
- 群花綻放、彷如修羅（林千晶）
- Re:從零開始的異世界生活 3rd season（露伊）
- Summer Pockets（鳴瀨白羽）
- WITCH WATCH 魔女守護者（嬉野久久實）
- 戰隊大失格 2nd season（沙耶香）
- 我与尼特女忍者的莫名同居生活（夏見抽子）
- 杜鵑婚約 第2期（海野幸）
- 盾之勇者成名錄 Season 4（亞朵拉）
- 青春豬頭少年不會夢到聖誕服女郎（姬路紗良）

### OVA
2010年代
- 請問您今天要來點兔子嗎?? ～Dear My Sister～（2017年，客）
- 擅長捉弄人的高木同學（2018年，美奈）
- 來玩遊戲吧 OVA1（2018年，野村香純）
- 來玩遊戲吧 OVA2（2018年，野村香純）
- 噬血狂襲III（2019年，第六號）

2020年代
- 喜歡本大爺的竟然就妳一個？～我們的比賽結束了～（2020年，月見〈草見月〉）
- 刀使之巫女 刻印一閃的燈火（2020年）
- 輝夜姬想讓人告白？～天才們的戀愛頭腦戰～（2021年，藤原千花）

### 電影動畫
2010年代
- 劇場版 魔法科高中的劣等生：呼喚繁星的少女（2017年，海神九亞）
- 升起的煙火，從下面看？從側面看？（2017年，學生）
- 莉茲與青鳥（2018年，管樂團成員）
- 劇場版 七大罪 天空的囚人（2018年，天翼人）
- 哆啦A夢：大雄的月球探測記（2019年，爆炸頭孩子）
- 劇場版 光之美少女 Miracle Universe（2019年，羽衣拉拉／銀河天使）
- 劇場版 Star☆Twinkle 光之美少女：滿懷思念的星之歌（2019年，羽衣拉拉／銀河天使）

2020年代
- 劇場版 光之美少女Miracle Leap：與大家的不可思議的一天（2020年，羽衣拉拉／銀河天使）
- 劇場版 鬼滅之刃 無限列車篇（2020年，竈門花子）
- 酷愛電影的龐波小姐（2021年，龐波小姐）
- 劇場版 擅長捉弄人的高木同學（2022年，美奈）
- 輝夜姬想讓人告白-初吻不會結束-（2022年，藤原千花）
- 光之美少女 All Stars F（2023年，羽衣拉拉／銀河天使）

### 網路動畫
2019年
- 街角魔族 迷你（吉田優子）
- 低潮少女 Vongole Bianco
- 齊木楠雄的災難 再啟動篇（女孩子）

2021年
- ブルアカらいぶ！（彩奈、星奈）

2022年
- 街角魔族 2丁目 迷你（吉田優子）

2025年
- 章魚嗶的原罪（雲母坂茉莉奈）

### 遊戲
2017年
- 問答RPG 魔法使與黑貓維茲（オルハ·ゲート）
- 偵探 神宮寺三郎 GHOST OF THE DUSK（日语：探偵 神宮寺三郎 GHOST OF THE DUSK）（里美[78]）
- 莉迪&蘇瑞的鍊金工房 ～不可思議繪畫的鍊金術士～（日语：リディー&スールのアトリエ 〜不思議な絵画の錬金術士〜）（芙可[79]）
- 魔法科高中的劣等生 LOST ZERO（海神九亞）

2018年
- 刀劍神域 奪命凶彈[80]
- 碧藍航線（莫里[81]、謝菲爾德）
- Summer Pockets（鳴瀨白羽[82]）
- 料理次元（千層麵）
- 天華百劍 -斬-（風鎮切光代）
- 在地下城尋求邂逅是否搞錯了什麼 ～記憶憧憬～（安娜琪蒂·奧圖姆[83]）
- 超異域公主連結 Re:Dive（優妮）

2019年
- 光之美少女連線消除（日语：プリキュア つながるぱずるん）（羽衣拉拉／銀河天使）
- 私立格里莫瓦魔法學園A（日语：グリモア〜私立グリモワール魔法学園〜）（藤原千花）
- Princess Connect！Re:Dive（優妮[84]）
- 閃耀幻想曲（吉田優子[85]）
- 白貓Project（柯爾妮·瑪爾榭[86]）
- 雀魂（二之宮花）
- 雀魂 (輕庫娘)
- Fire Emblem Heroes（雷金）

2020年
- 真·女神轉生Liberation（日语：D×2 真・女神転生 リベレーション）[87]
- 刀劍神域 彼岸遊境（費賽爾·辛賽西斯·推尼奈[88]）
- Summer Pockets REFLECTION BLUE（鳴瀨白羽[89]）
- Re：Stage！節奏舞步（吉田優子）
- 原神（莫娜[90]）
- 蔚藍檔案（彩奈&A.R.O.N.A[91]，序章的女生(學生會會長)）
- 魔法禁書目錄 幻想收束（多利）
- Crash Fever（歐幾里得）

2021年
- 無職轉生～即使玩遊戲也拿出真本事～（洛琪希·米格路迪亞·格雷拉特[92]）
- 盾之勇者成名錄RISE（雲夢)

2022年
- 幻塔（四楓院羽）
- 小魔女諾貝塔（諾貝塔）
- Crash Fever（洛琪希）

2024年
- Fate/Grand Order（婁希）

2025年
- 鳴潮（洛可可）

### 廣播劇CD
2010年代
- 小書痴的下剋上：為了成為圖書管理員不擇手段！ 廣播劇CD（2017年，夏綠蒂）
- 小書痴的下剋上：為了成為圖書管理員不擇手段！ 廣播劇CD2（2018年，夏綠蒂、休華茲、珂琳娜）
- Summer Pockets animate特典廣播劇CD/Getchu屋特典廣播劇CD/廣播劇CD精選輯（2018年，鳴瀨白羽）
- 魔女之旅（2018年，艾姆妮西亞）
- 廢天使加百列 完全新作廣播劇CD（2020年，黑奈）

### 有聲劇
- 请为了我脱光身上所有衣服！（三宅花梨[97]）

### 外語配音
- 藍髮女孩進城記（David〈Oliver Nelson 配音〉）

### 廣播節目
※記號表示說明網路廣播。
- Radio Dottoai 小原好美的從這裡開始（日语：ラジオどっとあい）（2017年，AG-ON Premium（日语：AG-ON Premium）、超！A&G+）※[7]
- 咕嚕咕嚕魔法陣Navigation 咕嚕Navi！（2017年－2018年，音泉）※[98]
- 來玩遊戲吧電台 來聽遊戲吧（2018年，音泉）※[99]
- 平成最後之告RADIO ～powered by 四宮集團～（2018年－2019年，音泉）※[100]
- 小原好美（2019年－播出中，超！A&G+）※
- 小原好美·長江里加 ！（2020年－播出中，YouTube&）※[101]
- Summer Pockets Radio ～鳴瀨家的餐桌～（2020年－播出中，音泉）※[102]

### 電視節目
- 初見動畫（日语：アニメマシテ）（2017年9月12日、19日，東京電視台）主持人

### 電視廣告
- 模式學園（日语：学校法人日本教育財団#運営校）（東京、名古屋、大阪）
- 簡保生命保險「夢編」（2018年6月）－簡保君的配音
- 日本麥當勞 快樂兒童餐 Star☆Twinkle 光之美少女編（2019年6月－）

### 電視劇
- 積木崩塌（日语：積木くずし）（2012年）
- Piece（2012年）

### 特攝
- 超人力霸王布雷薩（2023年，幻視怪獸莫古瓊醬）

### 電影
- 狂戀（2014年，亞由美）[3]
- 鄰居同居（2014年）[3]

### 其它
- 天象儀 佐賀縣立宇宙科學館原製節目「月先宇宙 -夢挑-」
- 天象儀 藤澤市湘南台文化中心 兒童館原製節目「SPACE☆TRAVEL 宇宙？ GO！」
- MY NUMBER官方PR角色（內閣官房社会保障改革擔當室）－[103]

## 音樂作品

### 角色歌曲
| 發行日期 | 標題                                                                      | 角色 | 曲名                           | 備註                                                                   |
| 2018年   | 2018年                                                                    | 2018年 | 2018年                         | 2018年                                                                 |
| -------- | ------------------------------------------------------------------------- | --- | ------------------------------ | ---------------------------------------------------------------------- |
| 1月24日  | 劇場版 魔法科高中的劣等生：呼喚繁星的少女 完全生產限定版藍光&・DVD 特典CD | 綿摘未九亞（小原好美） | 「願」                         | 電影動畫《劇場版 魔法科高中的劣等生：呼喚繁星的少女》相關歌曲          |
| 8月22日  |                                                                           | 本田華子（木野日菜）、奧莉薇亞（長江里加）、野村香純（小原好美）                                                                   | 「」                           | 電視動畫《來玩遊戲吧》片頭主題曲                                       |
| 8月22日  |                                                                           | 本田華子（木野日菜）、奧莉薇亞（長江里加）、野村香純（小原好美） feat. Ikepy & KSKN                                                | 「」                           | 電視動畫《來玩遊戲吧》片尾主題曲                                       |
| 8月22日  | 本田華子（木野日菜）、野村香純（小原好美）                                | 「惡詛毘惡詛罵世」 | 電視動畫《來玩遊戲吧》相關歌曲 |                                                                        |
| 11月28日 | 來玩遊戲吧 BD&DVD第3卷特典CD                                              | 野村香純（小原好美） | 電視動畫《來玩遊戲吧》相關歌曲 | 「」 「TAPE」 「」                                                     |
| 12月21日 | 來玩遊戲吧 BD&DVD第4卷特典CD                                              | 本田華子（木野日菜）、奧莉薇亞（長江里加）、野村香純（小原好美）                                                                   | 電視動畫《來玩遊戲吧》相關歌曲 | 「」                                                                   |
| 12月29日 | Summer Pockets 角色歌《Sing！》                                           | 鳴瀨白葉（小原好美） | 「夏君待」                     | 遊戲《Summer Pockets》相關歌曲                                         |
| 2019年   |                                                                           | |                                |                                                                        |
| 3月13日  | 劇場版 光之美少女 Miracle Universe 原聲音樂帶                             | 星空天使（成瀨瑛美）、銀河天使（小原好美）、太陽天使（安野希世乃）、月神天使（小松未可子）                                         | 「！！」                       | 電視動畫《Star☆Twinkle 光之美少女》劇中插入歌                          |
| 4月24日  | 輝夜姬想讓人告白 ～天才們的戀愛頭腦戰～ BD、DVD第2卷特典CD                | 藤原千花（小原好美） | 「千花♡」                      | 電視動畫《輝夜姬想讓人告白～天才們的戀愛頭腦戰～》劇中插入歌           |
| 5月29日  | Star☆Twinkle 光之美少女 原聲音樂帶1 Star☆Twinkle Sound!!                  | 銀河天使（小原好美） | 「！！」                       | 電視動畫《Star☆Twinkle 光之美少女》劇中插入歌                          |
| 8月7日   | 町/                                                                       | shami momo | 「町」                         | 電視動畫《街角魔族》片頭主題曲                                         |
| 8月7日   | 町/                                                                       | [ 成員 2 ] | 「」                           | 電視動畫《街角魔族》片尾主題曲                                         |
| 8月21日  | Star☆Twinkle 光之美少女 形象歌曲檔案                                      | 星空天使（成瀨瑛美）、銀河天使（小原好美）、太陽天使（安野希世乃）、月神天使（小松未可子）、宇宙天使（上菫）                       | 「（5 PRECURE Ver.）」         | 電視動畫《Star☆Twinkle 光之美少女》相關歌曲                            |
| 8月21日  | Star☆Twinkle 光之美少女 形象歌曲檔案                                      | 羽衣拉拉（小原好美） | 「☆La・La・Lun TOUR」          | 電視動畫《Star☆Twinkle 光之美少女》相關歌曲                            |
| 10月16日 | Twinkle Stars                                                             | 星空天使（成瀨瑛美）、銀河天使（小原好美）、太陽天使（安野希世乃）、月神天使（小松未可子）、宇宙天使（上菫）                       | 「Twinkle Stars」（入歌）      | 電影動畫《劇場版 Star☆Twinkle 光之美少女：滿懷思念的星之歌》劇中插入歌 |
| 12月25日 | Princess Connect！Re:Dive PRICONNE CHARACTER SONG 12                      | 優妮（小原好美）、琪愛兒（佐倉綾音）、克蘿依（種崎敦美）                                                                           | 「」                           | 遊戲《Princess Connect！Re:Dive》劇中插入歌                            |
| 2020年   |                                                                           | |                                |                                                                        |
| 2月21日  | 學園壯觀Zoo/大狼藍調                                                      | 大狼蘭華（木野日菜）、間様人（石谷春貴）、牝野瞳（宮本侑芽）、子守尤加莉（久野美咲）、獸生美尤妃（小原好美）、貓米胡桃（德井青空） | 「Zoo」                        | 電視動畫《成群結伴！西頓學園》片頭主題曲                               |
| 2月26日  | 刀劍神域 Alicization War of Underworld 藍光&DVD第3卷特典CD                | 連利（田村睦心）、費賽爾（小原好美）、里涅爾（木野日菜）                                                                           | 「Evolving the heart」         | 電視動畫《刀劍神域 War of Underworld》相關歌曲                         |
| 4月30日  | [ 注 7 ]                                                                  | 鳴瀨白羽（小原好美） | 「子守歌」                     | 遊戲《Summer Pockets》劇中插入歌                                       |
| 5月27日  | 輝夜姬想讓人告白？～天才們的戀愛頭腦戰～ 角色歌曲02 藤原千花              | 藤原千花（小原好美） | 「翼」                         | 電影動畫《輝夜姬想讓人告白？～天才們的戀愛頭腦戰～》相關歌曲           |
| 6月24日  | Princess Connect！Re:Dive PRICONNE CHARACTER SONG 16                      | 琪愛兒（佐倉綾音）、克蘿依（種﨑敦美）、優妮（小原好美）                                                                           | 「青春」                       | 遊戲《Princess Connect！Re:Dive》劇中插入歌                            |
| 6月24日  | Princess Connect！Re:Dive PRICONNE CHARACTER SONG 16                      | 優妮（小原好美） | 「青春」                       | 遊戲《Princess Connect！Re:Dive》劇中插入歌                            |

## 腳註

### 成員
1. ↑  吉田優子（小原好美）、千代田桃（鬼頭明里）
2. ↑  夏美子（小原好美）、桃（鬼頭明里）、莉莉絲（高橋未奈美）、蜜柑（高柳知葉）

## 外部連結
- 大澤事務所官方網站的聲優簡介 （页面存档备份，存于） （日語）
- 小原好美的Instagram帳戶 （日語）
- 電台節目的X（前Twitter） （日語）（2019年5月5日－）
- 小原好美個人YouTube 頻道 （页面存档备份，存于）